# Caproni Ca.133
Caproni Ca 133 var ett italienskt transport- och lätt bombflygplan från andra världskriget.
Ca 133 var en förbättrad version av Caproni Ca 101 designad av Rodolfo Verduzio.
Den civila varianten kunde ta 16 passagerare och användes av Ala Littoria, den militära transportversionen (Ca 133T) kunde ta 18 fullt utrustade soldater. Det tillverkades även 21 Ca 133S som användes som ambulansflygplan. 
Precis som sin föregångare kom detta flygplan mest att användas i Afrika. Man sålde även en del plan till Österrike.
En vidareutveckling av Ca 133 var Caproni Ca 148